# Кубок Центральної Європи з футболу 1955—1960
Шостий і останній розіграш Кубка Центральної Європи з футболу тривав з 27 березня 1955 року по 6 січня 1960 року. Участь у турнірі брали 6 команд, до його традиційних учасників додалася збірна Югославії. Змагання відбувалося у вигляді групового турніру, команди грали одна з одною по дві гри (одна вдома, одна в гостях). Володарем Кубка стала збірна Чехословаччини. 

## Результати матчів
| Господарі      | Результат | Гості          | Місце і день гри             |
| -------------- | --------- | -------------- | ---------------------------- |
| Чехословаччина | 3 - 2     | Австрія        | Брно, 27 березня 1955        |
| Австрія        | 2 - 2     | Угорщина       | Відень, 24 квітня 1955       |
| Швейцарія      | 2 - 3     | Австрія        | Берн, 1 травня 1955          |
| Італія         | 0 - 4     | Югославія      | Турин, 19 травня 1955        |
| Югославія      | 0 - 0     | Швейцарія      | Белград, 26 червня 1955      |
| Швейцарія      | 4 - 5     | Угорщина       | Лозанна, 17 вересня 1955     |
| Чехословаччина | 1 - 3     | Угорщина       | Прага, 2 жовтня 1955         |
| Угорщина       | 6 - 1     | Австрія        | Будапешт, 16 жовтня 1955     |
| Австрія        | 2 - 1     | Югославія      | Відень, 30 жовтня 1955       |
| Угорщина       | 2 - 0     | Італія         | Будапешт, 27 листопада 1955  |
| Угорщина       | 2 - 2     | Югославія      | Будапешт, 29 квітня 1956     |
| Швейцарія      | 1 - 6     | Чехословаччина | Женева, 10 травня 1956       |
| Угорщина       | 2 - 4     | Чехословаччина | Будапешт, 20 травня 1956     |
| Югославія      | 1 - 1     | Австрія        | Загреб, 17 червня 1956       |
| Югославія      | 1 - 3     | Угорщина       | Белград, 16 вересня 1956     |
| Югославія      | 1 - 2     | Чехословаччина | Белград, 30 вересня 1956     |
| Швейцарія      | 1 - 1     | Італія         | Берн, 11 листопада 1956      |
| Італія         | 2 - 1     | Австрія        | Генуя, 9 грудня 1956         |
| Австрія        | 4 - 0     | Швейцарія      | Відень, 14 квітня 1957       |
| Югославія      | 6 - 1     | Італія         | Загреб, 12 травня 1957       |
| Чехословаччина | 1 - 0     | Югославія      | Братислава, 18 травня 1957   |
| Австрія        | 2 - 2     | Чехословаччина | Відень, 13 жовтня 1957       |
| Австрія        | 3 - 2     | Італія         | Відень, 23 березня 1958      |
| Чехословаччина | 2 - 1     | Швейцарія      | Братислава, 20 вересня 1958  |
| Італія         | 1 - 1     | Чехословаччина | Генуя, 13 грудня 1958        |
| Швейцарія      | 1 - 5     | Югославія      | Базель, 26 квітня 1959       |
| Угорщина       | 8 - 0     | Швейцарія      | Будапешт, 25 жовтня 1959     |
| Чехословаччина | 2 - 1     | Італія         | Прага, 1 листопада 1959      |
| Італія         | 1 - 1     | Угорщина       | Флоренція, 29 листопада 1959 |
| Італія         | 3 - 0     | Швейцарія      | Неаполь, 6 січня 1960        |

## Підсумкова таблиця
|  | Команда        | І  | О  | В | Н | П | М+ | М- | РМ  |
|  | -------------- | -- | -- | - | - | - | -- | -- | --- |
|  | Чехословаччина | 10 | 16 | 7 | 2 | 1 | 24 | 14 | +10 |
|  | Угорщина       | 10 | 15 | 6 | 3 | 1 | 34 | 16 | +18 |
|  | Австрія        | 10 | 11 | 4 | 3 | 3 | 21 | 21 | 0   |
|  | Югославія      | 10 | 9  | 3 | 3 | 4 | 21 | 13 | +8  |
|  | Італія         | 10 | 7  | 2 | 3 | 5 | 12 | 21 | -9  |
|  | Швейцарія      | 10 | 2  | 0 | 2 | 8 | 10 | 37 | -17 |
|  |                |    |    |   |   |   |    |    |     |
|  |                |    |    |   |   |   |    |    |     |

## Найкращі бомбардири
| Гравець           | Команда        | Голи |
| ----------------- | -------------- | ---- |
| Лайош Тіхі        | Угорщина       | 7    |
| Їржі Феурейсл     | Чехословаччина | 5    |
| Антон Моравчик    | Чехословаччина | 5    |
| Ференц Пушкаш     | Угорщина       | 5    |
| Золтан Цибор      | Угорщина       | 4    |
| Шандор Кочиш      | Угорщина       | 4    |
| Еріх Пробст       | Австрія        | 4    |
| Тодор Веселинович | Югославія      | 4    |